# Provectus
Provectus (Провектус) — международная ИТ-компания, предоставляет полный комплекс услуг по разработке программного обеспечения для корпоративного сегмента, мобильных платформ, Web, Big Data и электронной коммерции.

## Основные факты
Компания Provectus, Inc. была основана 11 октября 2010 года Николаем Антоновым и Геннадием Галантером. Первый центр разработки был открыт в Одессе, Украина.
В январе 2011 года в результате слияния с компанией AppMade Lab, в Provectus открылся отдел мобильной и web-разработки, включая дизайн-студию. В этом же году был открыт офис в Казани, Россия.
Летом 2014 года компания открыла центр разработки в Варне, который в дальнейшем был перемещен в Бургас, Болгария. Зимой 2017 года компания также открыла новый офис в Киеве, [Украина].
В 2022 году компания открывала офисы в 5 новых локациях: Польша, Румыния, Турция, Армения и Колумбия.
Provectus является членом Ukraine Hi-Tech Initiative ассоциации украинских ИТ-аутсорсинговых компаний.
Компания тесно сотрудничает с Amazon Web Services с 2014 года. А с 2020 года получает статус Premier Consulting Partner

## Деятельность
- Создание выделенных центров разработки на базе Provectus
- Big Data и Data Science
- Разработка B2B и B2C решений
- Разработка платформ электронной коммерции[6]
- Разработка приложений для Wearables[7] и Smart TV
- UI/UX дизайн
- Разработка мобильных, Web приложений и игр
- Тестирование программного обеспечения

## Заказчики
В списке крупных клиентов Provectus можно выделить: Nike, Estee Lauder, Determine, ModelN, Live Nation (Ticketmaster), Men’s Wearhouse, GraceNote, iFree, Yandex, LitRes.

## Представительства
- Одесса, Украина
- Киев, Украина
- Торонто, Канада
- Пало-Альто, США
- Вроцлав, Польша
- Клуж-Напока, Румыния
- Ереван, Армения
- Меделин, Колумбия
- Сан Хосе, Коста-Рика
- Нови-Сад, Сербия

## Награды
- Provectus вошел в ТОП20 лучших мобильных разработчиков СНГ[8]
- Третье место в списке лучших ИТ-работодателей Украины по версии ДОУ среди компаний с численностью до 80 сотрудников (2011 г.)
- Лучший ИТ-работодатель Украины по версии ДОУ среди компаний с численностью от 80 до 200 сотрудников (2012 г.)[9]
- Лучший ИТ-работодатель Украины по версии ДОУ среди компаний с численностью от 200 до 800 сотрудников (2013 г.)[10]
- Sourcelysis представляет ТОП10 лучших компаний-разработчиков приложений для iPhone (август, 2014)[11]